# Szemu’el Kozokin
Szemu’el Kozokin (hebr: שמואל קוזוקיןur; 6 listopada 1987) – izraelski piłkarz występujący na pozycji obrońcy w Beitarze Jerozolima, którego jest wychowankiem. W reprezentacji Izraela zadebiutował w 2008 roku. Do tej pory rozegrał w niej trzy spotkania (stan na 29 grudnia 2012).